# Singing in the Rain
Singing in the Rain è un singolo del gruppo musicale canadese Simple Plan, il quinto estratto dal loro quinto album in studio Taking One for the Team, pubblicato il 25 marzo 2016.
Nonostante nella sua versione originale nell'album il brano sia cantato con il duo rap Rock City, la versione pubblicata come singolo non vede alcuna partecipazione di altri artisti oltre ai Simple Plan.

## Video musicale
Il video ufficiale del brano, diretto da Mark Staubach, è stato pubblicato sul canale YouTube dei Simple Plan il 12 aprile 2016.

## Tracce
Testi e musiche dei Simple Plan, Theron Thomas e Timothy Thomas.
1. Singing in the Rain – 3:29

## Formazione
Simple Plan
- Pierre Bouvier – voce
- Jeff Stinco – chitarra solista
- Sébastien Lefebvre – chitarra ritmica, voce secondaria
- David Desrosiers – basso, voce secondaria
- Chuck Comeau – batteria, percussioni

Altri musicisti
- Howard Benson – Hammond B3
- Jonny Litten – tastiera, programmazione, cori
- Lenny Skolnik – tastiera, programmazione, cori
- Chady Awad – cori
- Melanie Fontana – cori
- Myah Langston – cori
- Sidnie Tipton – cori